# Simukai Chigudu
 (juin 2023).
Simukai Chigudu (né en 1986) est professeur associé de politique africaine à l'université d'Oxford. Son travail considère les mécanismes sociaux et politiques qui engendrent l'inégalité en Afrique.

## Enfance et éducation
Chigudu est né au Zimbabwe, où il a fréquenté le St George's College (en) à Harare. En 2003, il a déménagé au Royaume-Uni, où il a fréquenté le pensionnat privé Stonyhurst College, avant d'étudier la médecine à l'université de Newcastle.
Après avoir obtenu son diplôme, il a travaillé comme médecin au National Health Service et s'est de plus en plus intéressé à la santé mondiale et à l'équité des soins de santé. Il a participé à plusieurs stages internationaux, notamment au Fonds mondial pour les femmes (en) où il a étudié la santé sexuelle en Afrique subsaharienne. Dans le cadre de ce poste, Chigudu a travaillé dans des hôpitaux ruraux en Afrique du Sud et a été assistant de recherche pour une vaste enquête épidémiologique en Tanzanie. À son retour, il a rejoint l'Imperial College de Londres en tant que boursier clinique universitaire en santé publique. Au cours de sa bourse, il a obtenu une maîtrise en santé publique (en) où il a étudié le système de santé en Gambie. Pour approfondir son intérêt pour les sciences sociales, Chigudu a décidé de terminer une deuxième maîtrise et a déménagé à l'Université d'Oxford pour se former aux études africaines. Il a reçu une bourse Weidenfeld-Hoffmann pour enquêter sur les mouvements féministes dans le nord de l'Ouganda,. Pendant son séjour à Oxford, il a décidé de préparer un doctorat au Département du développement international d'Oxford sous la direction de Jocelyn Alexander. En tant qu'étudiant diplômé, Chigudu était un membre fondateur du groupe d'activistes Oxford Rhodes must fall qui cherchait à « décoloniser » Oxford et le milieu universitaire plus largement. Il a reçu le prix Audrey Richards de l'African Studies Association (en) (Association des études africaines) pour la meilleure thèse de doctorat en études africaines au Royaume-Uni,.

## Recherche et carrière
Il a enquêté sur les origines et les impacts sociaux et politiques de l'Épidémie de choléra de 2008 au Zimbabwe. Il attribue la propagation de cette maladie évitable à l'effondrement de l'infrastructure de santé publique et à la diminution de l'ordre bureaucratique. Tout au long de la pandémie de COVID-19, Chigudu s'est inquiété de la manière dont l'Afrique réagirait à l'épidémie de coronavirus.
Lors des manifestations George Floyd au Royaume-Uni, Chigudu a écrit un article dans The Guardian sur le mouvement Rhodes Must Fall et sur la façon dont il avait changé à la suite des manifestations. Lors de l'une des manifestations Black Lives Matter de 2020 à Oxford, Chigudu a déclaré: "L'[Université d'Oxford] est structurée selon un héritage et une culture très blanche et très élitiste" ,. En raison de son travail concernant l'héritage du colonialisme, Chigudu a été invité à parler à l'University College London, à l'université d'Édimbourg et à la School of Oriental and African Studies.

## Publications (sélection)
- (en) Simukai Chigudu, The Political Life of an Epidemic: Cholera, Crisis and Citizenship in Zimbabwe, 2020 (ISBN 9781108773928, DOI 10.1017/9781108773928, S2CID 243715543, lire en ligne)
- Hunter, Rogathi, Chigudu et Jusabani, « Prevalence of active epilepsy in rural Tanzania: A large community-based survey in an adult population », Seizure, vol. 21, no 9,‎ 2012, p. 691–698 (ISSN 1059-1311, PMID 22883631, DOI 10.1016/j.seizure.2012.07.009, S2CID 7136636)
- Chigudu, Jasseh, d’Alessandro et Corrah, « The role of leadership in people-centred health systems: a sub-national study in The Gambia », Health Policy and Planning, vol. 33, no 1,‎ 22 septembre 2014, e14–e25 (ISSN 0268-1080, PMID 29304251, DOI 10.1093/heapol/czu078, S2CID 19057497)